# Hieronymus Friedrich von Stammer

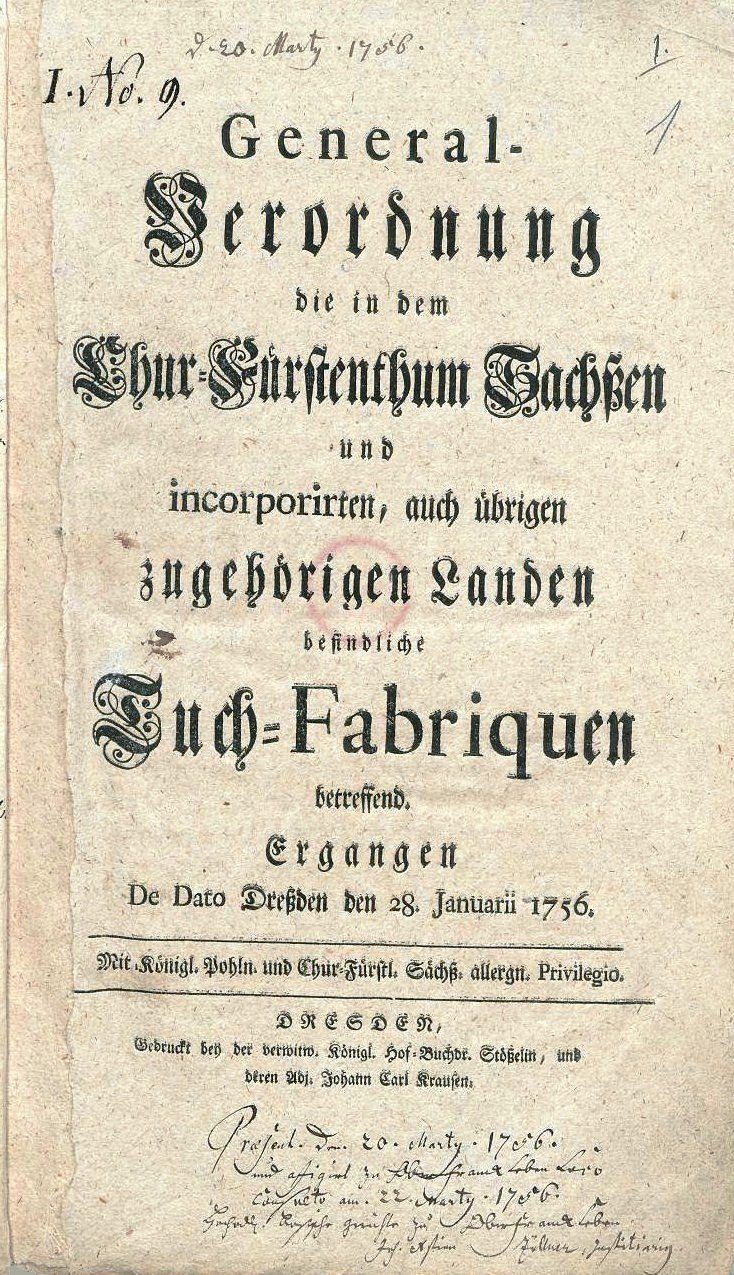
Titelseite der Generalverordnung über die Tuchfabriken in Kursachsen, 1756 unter Kanzler Stammer ergangen

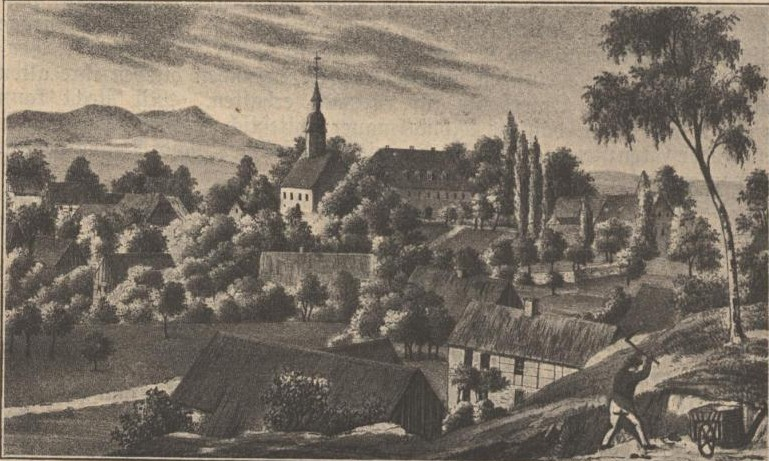
Rittergut Prietitz bei Elstra

Hieronymus Friedrich von Stammer (* 23. Juni 1712 in Wolfenbüttel; † 25. Dezember 1777 in Dresden; begraben in Prietitz) war kursächsischer Konferenzminister, Landvogt der Oberlausitz und Domherr zu Meißen.
Hieronymus Friedrich von Stammer wurde als Sohn des herzoglich braunschweig-lüneburgischen Kammerjunkers und Hauptmanns Hanns Adam von Stammer (1674–1753) geboren. Nach Privatunterricht in Wittenberg studierte er Rechtswissenschaften an der dortigen Universität. Anschließend erhielt er unter dem Kurfürst-König Friedrich August eine Stelle in der Landesverwaltung in Dresden, wo er 1752 zum Vizekanzler und 1755 zum Kanzler ernannt wurde, bevor er Wirklicher Geheimer Rat und Konferenzminister wurde. Nach dem Ende der Ära Brühl erfolgte seine Versetzung in die Oberlausitz, wo er 1764 zum Landvogt berufen wurde. 1773 erhielt er ein zusätzliches Einkommen als Dompropst in Meißen. An Grundbesitz hielt er die Güter Prietitz, Großhennersdorf und Hartmannsdorf.
Seine Tochter Auguste Friederike Magdalene (1751–1809) heiratete 1771 in Dresden Albrecht Ludwig Graf von der Schulenburg (1741–1784), kursächsischer Geheimer Kammer- und Bergrat, Herr auf Klosterrode. Der Ehe entspross Stammers Enkelsohn Friedrich Albrecht von der Schulenburg (1772–1853), 1810–1830 sächsischer Gesandter am Wiener Hof, u. a. Konferenzminister beim Wiener Kongress.